# أداة بناء الموقع
أدوات بناء المواقع هي أدوات تسمح ببناء المواقع دون الحاجة إلى تحرير التعليمات البرمجية يدويًا، وتنقسم هذه الأدوات إلى نوعين: أدوات مسجلة الملكية على الإنترنت تقدمها شركات استضافة الويب، وعادة ما تهدف إلى مساعدة المستخدمين في بناء مواقع خاصة بهم، والنوع الثاني هو البرامج التي تعمل على الحاسب وتصمم الصفحات دون اتصال بالإنترنت ثم تقوم بعد ذلك بنشر هذه الصفحات على أي موقع استضافة، (وعادة ما يعد النوع الأخير من الأدوات «برامج تصميم مواقع» وليس «أدوات بناء مواقع»)

## لمحة تاريخية
ظهرت أولى المواقع الإلكترونية في بدايات التسعينيات من القرن العشرين[1]، وكان النص البرمجي لتلك المواقع يكتب يدويا باستخدام لغة HTML.
ثم ظهرت بعد ذلك برامج تساعد في تصميم صفحات الإنترنت وبحلول عام 1998 أصبح برنامج أدوبي دريمويفر هو الرائد في هذا المجال، إلا انه كانت هناك بعض الانتقادات لمدى جودة النص البرمجي الذي تنتجه هذه البرامج باعتباره مبالغ فيه ويعتمد على الجداول، ومع اتجاه هذه الصناعة إلى تطبيق معايير رابطة الشبكة العالمية وجهت انتقادات لبرنامج دريمويفر وغيره من البرامج لأنها لا تتوافق مع هذه المعايير، وبمرور الوقت زادت درجة مطابقة المعايير في هذه البرامج إلا أن الكثير من المتخصصين يفضلون كتابة لغة الترميز المحسنة يدويا.
ومر وقت طويل قبل ترسخ البرامج مفتوحة المصدر التي تقوم ببناء المواقع ويرجع ذلك أساسا إلى وجود مشكلات في مطابقة المتصفح للمعايير، وعادة ما كان يتم تطوير أدوات المصادر المفتوحة لتتطابق مع المعايير مع وجود بعض الاستثناءات لمتصفح إنترنت إكسبلورر الذي كان لا يطابق المعايير في بعض الأحيان، وفي عام 1996 أنتجت منظمة رابطة الشبكة العالمية أمايا (متصفح( Amaya الذي يعرض تقنيات الويب في عميل ويب كامل المميزات، وكان ذلك يتمثل في إطار عمل يشتمل على الكثير من التقنيات التي طورتها هذه المنظمة في بيئة واحدة متوافقة، وكان متصفح امايا في البداية مجرد أداة لتعديل التعليمات البرمجية للغة HTML ولغة CSS أما الآن فهو يدعم لغة الرقم القابلة للامتداد XML ولغة رقم النص الفائق القابلة للتمديد XHTML ولغة الترميز الرياضي MathML ورسوميات متجهية متغيرة.

## الاتصال وعدم الاتصال بالانترنت
عادة ما تطلب أدوات بناء المواقع التي تعمل من خلال الاتصال بالإنترنت من العميل الاشتراك في الموقع الخاص بشركة الاستضافة، ومن أمثلة تلك الأدوات يولا (موقع استضافة ويب) Yola (webhost) وويكس دوت كوم wix.com وويبز دوت كوم webs.com ونيتورك سوليوشنز دوت كوم (موقع استضافة ويب) networksolutions.com، وتوفر بعض الشركات للمستخدم نماذج توضح مظهر الموقع الكامل الذي تقوم ببنائه أدوات بناء المواقع الخاصة بها، ويختلف مجال الخدمات في أي مكان بحيث يتراوح ما بين عمل صفحات شخصية بسيطة أو محتوى خدمة الشبكة الاجتماعية (ويدجيتس) وعمل مواقع كاملة للأعمال أو ال تجارة إلكترونية، وذلك إما باستخدام القوالب أو ـ في حالة البرامج الأكثر مرونة ـ بدون أي تصميم على الإطلاق.
والميزة الأساسية في أداة بناء المواقع التي تعمل من خلال الاتصال بالإنترنت هي سهولة وسرعة الاستخدام وعدم الحاجة إلى وجود خبرة، وغالبا ما يتم بناء الموقع وتشغيله على الإنترنت مباشرة بسرعة كبيرة، وعادة ما تقدم هذه الشركات الدعم الفني مثل مقطوعات الفيديو التعليمية وملفات المساعدة، وبالتالي تكون تلك الأدوات مثالية للمبتدئين.
ويتم بناء المواقع بصفة عامة إما باستخدام لغة رقم النص الفائق HTML أو برنامج أدوبي فلاش، إلا أن لغة HTML لها نسق معياري يدعمه جميع المتصفحات؛ وزادت شعبية برنامج فلاش إلا انه ذو ملكية مسجلة كما أنه ليس جميع المتصفحات تدعمه، بل انه معيب من حيث عدم قدرة بعض محركات البحث مثل جوجل وياهو على رؤيته وبالتالي قد لا يتم فهرسة الصفحات التي صممت بواسطته، كما أن هذا البرنامج يستهلك الموارد أكثر من لغة HTML ؛ وتنقسم الأدوات المتاحة في لغة HTML إلى أدوات تسمح بتعديل النص البرمجي المصدري وأدوات تعمل بنظام ما تراه هو ما تحصل عليه WYSIWYG.
أما أدوات بناء المواقع التي تعمل دون اتصال بالإنترنت فهي تناسب مصممي المواقع المتخصصين الذين يقومون بتصميم صفحات لأكثر من عميل وأكثر من موقع، وعادة ما تحتوي الأدوات الحديثة من هذا النوع على خاصية «ما تراه هو ما تحصل عليه» وتسمح كذلك بالتعديل المباشر في النص البرمجي المصدري واستخدام أسلوب صفحات الطرز المتراصة CSS ؛ ولكي يكون الشخص قادرا على استخدام هذه الأدوات فلابد أن يعرف على الأقل المبادئ الأساسية للنص البرمجي للغتي HTML وCSS؛ وهذه الأدوات أكثر مرونة من الأدوات التي تعمل من خلال الاتصال بالإنترنت إلا أنها قد تكون غالية الثمن؛ وهناك بعض الأدوات مفتوحة المصدر التي تقوم ببناء المواقع ويمكن تنزيلها دون رسوم.